# Суховоля (Шептицкий район)
Суховоля (укр. Суховоля) — село в Сокальской городской общине Шептицкого района Львовской области Украины.
Население по переписи 2001 года составляло 364 человека. Занимает площадь 0,506 км². Почтовый индекс — 80024. Телефонный код — 3257.